# Berezhany (huyện)
Huyện Berezhany (tiếng Ukraina: Бережанський район, chuyển tự: Berezhanys’kyi raion) là một huyện của tỉnh Ternopil thuộc Ukraina. Huyện Berezhany có diện tích 661 kilômét vuông, dân số theo điều tra dân số ngày 5 tháng 12 năm 2001 là 44813 người với mật độ 68 người/km2. Trung tâm huyện nằm ở Berezhany.